# Artemisia Gentileschi
{{Infobox artist
| name        = Artemisia Gentileschi
| image       = 
| birth_date  = 
| birth_place = 
| death_date  = 
| death_place = 
| nationality = Italijanka
| field       = slikarstvo, risanje
| training    =
| movement    = barok
| works       =Judita ubija Holoferna
Magdalena skesanka
[[Suzana in starca (Artemisia Gentileschi, Pommersfelden)|Suzana in starca]]
| patrons     = 
| awards      =
}}
Artemisia Gentileschi ali Artemisia Lomi (italijansko: [arteˈmiːzja dʒentiˈleski]), italijanska baročna slikarka, * 8. julij 1593, † 1656
Danes velja za eno najbolj izurjenih slikark v generaciji po Caravaggioju. V dobi, ko ženske slikarke umetniške skupnosti ali pokrovitelji slikarjev niso enostavno sprejemali, je bila prva ženska, ki je postala članica Accademia di Arte del Disegno v Firencah in imela mednarodno klientelo.
Specializirala se je za slikanje močnih in trpečih žensk iz mitov, alegorij in Biblije - žrtev, samomorov, bojevnic. Nekatere njene najbolj znane teme so Susana in starca (zlasti različica 1610 v Pommersfeldenu) in Judita ubija Holoferna (najbolj znana je njena različica 1614–20 v galeriji Uffizi) in Judita in njena služkinja (njena različica 1625, Umetnostni inštitut v Detroitu).
Znana je bila po tem, da je lahko prepričljivo upodobila žensko postavo od akta do popolnoma oblečene. Artemisia je bila znana tudi po svoji spretnosti in talentu pri ravnanju z barvo, tako v celoti v kompoziciji, kot tudi v globini zgradbe.
Da je ženska slikala v 17. stoletju in da jo je kot mlado žensko posilil Agostino Tassi in sodelovala pri pregonu posiljevalca, je dolgo zasenčila njene dosežke kot umetnice. Dolga leta so jo obravnavali kot posebnost. Danes velja za enega najbolj naprednih in najizrazitejših slikarjev svoje generacije, leta 2020 pa naj bi jo slavili na razstavi v Narodni galeriji v Londonu.

## Življenjepis

### Zgodnje obdobje
Artemisia Gentileschi se je rodila kot Artemisia Gentileschi Lomi v Rimu 8. julija 1593, čeprav je v njenem rojstnem listu iz Archivio di Stato navedeno, da se je rodila leta 1590, kot najstarejši otrok toskanskega slikarja Orazia Gentileschija in Prudenzie di Ottaviano Montoni. Artemisia se je v očetovi delavnici učila slikanja, saj je pokazala veliko več talenta kot njeni bratje, ki so delali ob njej. Naučila se je risanja, kako mešati barvo in kako barvati. »Do leta 1612, ko še ni bila stara devetnajst let, se je lahko oče pohvalil z njenimi izjemnimi talenti, saj je trdil, da v slikarskem poklicu, ki ga je opravljala tri leta, ni imela vrstnika« .
Ker je očetov slog v tem obdobju črpal navdih pri Caravaggiou, je tudi na njen slog tako močno vplival. Njen pristop k predmetu pa je bil drugačen od očetovega, saj so njene slike zelo naturalistične, kjer je Orazio idealiziral. Hkrati se je morala Artemisia upreti »tradicionalnemu držanju in psihološkemu podrejanju temu pranju možganov in ljubosumju njenega očitnega talenta«. S tem je pridobila veliko spoštovanje in priznanje za svoje delo.
Prvo ohranjeno delo sedemnajstletne Artemisije je Suzana in starca  (1610, zbirka Schönborn v Pommersfeldnu). Takrat so nekateri, pod vplivom prevladujočih napačnih predstav, sumili, da ji je pomagal oče. Slika prikazuje, kako je Artemisia prisvojila realizem Caravaggia, ne da bi bila ravnodušna do jezika Annibala Carraccija in bolonjske šole. To je ena redkih slik na temo Suzane, ki prikazuje spolno nasilje obeh starejših kot travmatičen dogodek.

### Posilstvo Agostina Tassija
Njen oče je leta 1611 sodeloval z Agostinom Tassijem, ko je krasil oboke Casino delle Muse znotraj Palazza Pallavicini-Rospigliosi v Rimu, zato je Orazio slikarja najel, da bo zasebno poučeval hčer. Tassi je Artemisio med nadzorovanjem posilil. Vključen je bil še en moški, Cosimo Quorli.
Po posilstvu je imela Artemisia še naprej spolne odnose s Tassijem, v pričakovanju, da se bosta poročila, in v upanju, da ji bo povrnjeno dostojanstvo in prihodnost. Tassi je obljubil, da se bo poročil z Artemisio. Devet mesecev po posilstvu, ko je izvedel, da se Artemisia in Tassi ne bosta poročila, je Orazio obtožil Tassija. Orazio je tudi trdil, da je Tassi ukradel sliko Judith iz Gentileschijevega gospodinjstva. Glavno vprašanje tega sojenja je bilo dejstvo, da je Tassi odvzel Artemisiji deviškost. Če Artemisia ne bi bila devica, preden bi jo Tassi posilil, ga Gentileschi ne bi obtožil. Med naslednjim sedemmesečnim sojenjem je bilo ugotovljeno, da je Tassi načrtoval umor svoje žene, prešuštvoval s snaho in načrtoval, da bo ukradel nekaj Orazijevih slik. Na koncu sojenja so Tassija izgnali iz Rima, čeprav kazni nikoli niso izvršili . Artemisia je bila na sojenju mučena s palčnimi vijaki z namenom, da se preveri njeno pričevanje .
Artemisia je bila ob izgubi matere pri 12 letih obkrožena predvsem z moškimi. Ko je bila stara 17 let, je Orazio najel stanovanje v zgornjem nadstropju njihovega stanovanja ženski najemnici. Artemisia se je spoprijateljila s Tuzijo, vendar je Tuzia dovolila Agostinu Tassiju in Cosimu Quorlisu, da sta Artemisijo večkrat spremljala v domu. Tistega dne, ko se je zgodilo posilstvo, je Artemisia prosila Tuzijo za pomoč, toda ta je preprosto ignorirala Artemisio in se pretvarjala, da nič ne ve, kaj se je zgodilo. Artemisia se je počutila izdana, Tuzijino vlogo pri olajševanju posilstva pa je primerjala z vlogo zvodnice, ki je sostorilka pri spolnem izkoriščanju prostitutke .
Slika, imenovana Mati in otrok, je pripisana tistim zgodnjim letom. Dojenčka so razlagali kot posredno sklicevanje na njegovega posiljevalca Agostina Tassija, saj sega v leto 1612, le 2 leti po posilstvu. Slika se je v 1960-ih pojavila v švedski zasebni zbirki. Upodablja močno in trpečo žensko in osvetljuje njene tesnobe in izrazne umetniške sposobnosti.

### Florentinsko obdobje (1614–20)
Mesec dni po sojenju se je Orazio dogovoril, da se bo njegova hči poročila s Pierantonio Stiattesijem, skromnim umetnikom iz Firenc. Kmalu zatem se je par preselil v Firence, kjer je Artemisia dobila naročilo za sliko v Casa Buonarroti. Postala je uspešna dvorna slikarka, uživala pa je v pokroviteljstvu hiše Mediči in Karla I. Angleškega. Menijo, da je Artemisia v tem obdobju naslikala tudi Devico in dete, zdaj v Palazzo Spada v Rimu.
Medtem ko sta bila v Firencah, sta Artemisia in Pierantonio okoli leta 1618 dobila hčerko, Prudentio, vendar je bila znana tudi kot Palmira, zaradi česar so nekateri učenjaki zmotno sklepali, da ima Artemisia dva otroka, ne enega. Prudentia je dobila ime po Artemisijini materi, ki je umrla, ko je bila Artemisia stara 12 let. Omeniti je treba, da je bila njena hči slikarka, ki jo je usposobila mati, čeprav o njenem delu ni nič znanega.
V Firencah se zdi, da je Artemisia doživela pomemben uspeh. Bila je prva ženska, ki je bila sprejeta na Accademia delle Arti del Disegno. Ohranila je dobre odnose z najbolj cenjenimi umetniki svojega časa, kot je Cristofano Allori in si lahko pridobila naklonjenost in zaščito vplivnih ljudi, začenši s Cosimom II. Medičejskim, velikim vojvodom Toskane in zlasti z veliko vojvodinjo, Christino iz Lorraine Njeno poznanstvo z Galileom Galileijem, razvidno iz pisma, ki ga je napisala znanstveniku leta 1635, kaže, da izhaja iz njenih florentinskih let.
Michelangelo Buonarroti, mlajši (nečak velikega Michelangela), zaposlen z gradnjo Casa Buonarroti, da bi proslavil svojega slavnega sorodnika, je prosil Artemizijo - skupaj z drugimi florentinskimi umetniki, vključno z Agostinom Ciampellijem, Sigismondo Coccapanijem, Giovanom Battistom Guidonijem in Zanobi Rosijem - prispevati sliko za strop. Vsakemu umetniku je bilo naročeno, da predstavi alegorijo vrline, povezane z Michelangelom in Artemisiji je bila dodeljena Alegorija nagnjenja. Slika prikazuje golo žensko figuro, ki predstavlja "nagnjenost" ali prirojeno ustvarjalno sposobnost. Sedeča v oblaku, drži pomorski kompas in ga vodi zvezda zgoraj. Verjame se, da je ženska podobna Artemisiji. Dejansko na več njenih slikah energične junakinje spominjajo na njene avtoportrete.
Leta 2011 je Francesco Solinas odkril zbirko šestindvajsetih pisem iz let 1616 do 1620, ki zagotavljajo nov vpogled v Gentileschijino osebno in finančno življenje v Firencah. Najbolj nepričakovano pa kažejo, da je imela strastno ljubezensko razmerje z bogatim firenškim plemičem po imenu Francesco Maria Maringhi. Zanimivo je, da se je njen mož Stiattesi dobro zavedal njunega odnosa in je na hrbtni strani Artemisijinih ljubezenskih pisem vzdrževal dopisovanje z Maringhijem. Kljub temu je to prenašal, verjetno zato, ker je bil Maringhi močan zaveznik, ki je paru zagotavljal finančno podporo. Vendar so se do leta 1620 na florentinskem dvoru začele širiti govorice o aferi in to dejstvo, v kombinaciji s stalnimi finančnimi in pravnimi težavami, jo je pripeljalo do ponovne selitve v Rim.
Med pomembnimi deli iz tega obdobja so La Conversione della Maddalena ('Spremenjenje Magdalene'), Avtoportret kot igralka lutnje (v zbirki Muzeja umetnosti Wadsworth Atheneum) in Giuditta con la sua ancella ('Judita in njena služkinja'), zdaj v Palači Pitti. Artemisia je naslikala drugo različico Judita ubija Holoferna, ki je zdaj v Firenški galeriji Uffizi. Prva, manjša Judita obglavlja Holoferna (1612–13) je prikazana v neapeljskem Museo di Capodimonte. Kljub njenemu uspehu so finančni presežki, ki jih je imel njen mož, privedli do težav z upniki in razhoda z možem. Brez njega se je leta 1621 vrnila v Rim.

### Vrnitev v Rim, Beneško obdobje (1621–30)
Artemisia je v Rim prispela istega leta, ko je njen oče Orazio odšel v Genovo. Medtem ko za to ni dovolj dokazov, nekateri verjamejo, da je Artemisia sledila očetu do Genove, saj trdijo, da bi tokrat skupaj poudarila podobnost slogov, zato je pogosto težko določiti, kdo od obeh je naslikal določena dela. Večina dokazov pa podpira domnevo, da je Artemisia ostala v Rimu in poskušala najti dom ter vzgajati hčer.
Čeprav je bil mojster že desetletje mrtev, je bil Caravaggiov slog še vedno zelo vpliven in je mnoge slikarje prepričal v sledenje njegovemu slogu (tako imenovani Caravaggisti), kot so Carlo Saraceni (ki se je vrnil v Benetke 1620), Bartolomeo Manfredi in Simon Vouet. Ona in Vouet bosta nadaljevala poklicni odnos in sta vplivala drug na drugega v smislu sloga in njihovega učenja iz Caravaggiovega sloga. Slikarski slogi v Rimu v začetku 17. stoletja so bili raznoliki, vendar so kazali bolj klasičen način bolonjskih učencev Carraccijev in baročni slog Pietra da Cortone.
Kaže, da je bila Artemisia povezana tudi z akademijo Desiosi. Proslavili so jo s portretom, ki je nosil napis Pincturare miraculum invidendum facilius quam imitandum ('Naslikati čudo je lažje zavidati kot posnemati'). V istem obdobju se je povezala s Cassianom dal Pozzom, humanistom in zbirateljem in ljubiteljem umetnosti, medtem ko je gostujoči francoski umetnik Pierre Dumonstier II. leta 1625 izdelal črno-rdečo kredo njene desne roke.
Kljub umetniškemu slovesu, močni osebnosti in številnim dobrim odnosom pa Rim ni bil tako donosen, kot je upala. Njen slog, ton kljubovanja in moč so se sprostili. Slikala je manj intenzivna dela; na primer njena druga različica Susana in starci (1622). Vrednotenje njene umetnosti se je zožilo na portrete in na njeno sposobnost s svetopisemskimi junakinjami. Nobenega donosnega naročila za oltarje ni dobila. Ker ni dovolj dokumentacije, je težko spremljati gibanja Artemisije v tem obdobju. Gotovo je, da se je med letoma 1627 in že leta 1630 preselila v Benetke, morda v iskanju bogatejših naročil. Dokaz za to je, da so bili verzi in pisma sestavljena v zahvalo njej in njenim delom v Benetkah.
Čeprav je včasih težko datirati njene slike, je mogoče nekatera dela dodeliti tem letom, Portret Gonfaloniera, danes v Bologni (redek primer njene sposobnosti portretne slikarke) ter Judita in njena služkinja danes v Umetnostnem inštitutu v Detroitu. Detroitska slika je znana po tem, da je obvladala chiaroscúro in tenebrizem (dramatična osvetlitev, je slog slikanja z globoko izrazitim chiaroscurom, kjer obstajajo siloviti kontrasti svetlobe in temne barve in kjer tema postane prevladujoča značilnost slike), tehnike po katerih so bili znani Gerrit van Honthorst, Trophime Bigot in mnogi drugi v Rimu. Njena Speča Venera, danes v muzeju likovnih umetnosti v Virginiji, Richmond, ter njena Ester in Ašasver, ki sta zdaj v Metropolitanskem muzeju umetnosti v New Yorku, pričajo o njeni usodi lekcije venetskega luminizma.

### Neapelj in angleško obdobje (1630–1654)
Leta 1630 se je Artemisia preselila v Neapelj, mesto, bogato z delavnicami in ljubitelji umetnosti, v iskanju novih in bolj donosnih zaposlitvenih možnosti. Biograf iz 18. stoletja Bernardo de 'Dominici domneva, da je bila Artemisia že pred prihodom v Neapelj znana. Morda jo je v Neapelj povabil alkalski vojvoda Fernando Enriquez Afan de Ribera, ki je imel tri njene slike: Spokorjena Magdalena, Kristus blagoslavlja otroke in David s harfo. Tudi mnogi drugi umetniki, med njimi Caravaggio, Annibale Carracci in Simon Vouet, so v Neaplju delovali nekaj časa. Takrat so tam delali Jusepe de Ribera, Massimo Stanzione in Domenichino, kasneje pa bi v mesto pribežali Giovanni Lanfranco in mnogi drugi. Neapeljski Artemisijin prvenec je predstavljen z Oznanilom v muzeju Capodimonte. Do konca kariere je ostala v Neaplju z izjemo kratkega potovanja v London in nekaterih drugih potovanj.
V soboto, 18. marca 1634, popotnik Bullen Reymes zapiše v svoj dnevnik obisk Artemisije in Palmire ("ki tudi slika") s skupino kolegov Angležev. Imela je odnose s številnimi priznanimi umetniki, med njimi Massimom Stanzionom, s katerim je, poroča Bernardo de 'Dominici, začela umetniško sodelovanje, ki temelji na resničnem prijateljstvu in umetniških podobnostih. Artemisijino delo je vplivalo na Stanzioneovo uporabo barv, kot je razvidno iz njegovega Vnebovzetja Device, c. 1630. De 'Dominici navaja, da se je »Stanzione naučil sestavljati istoria od Domenichina, svoje barvanje pa se je naučil od Artemisije«.
Artemisia je v Neaplju prvič začela delati na slikah v stolnici, posvečeni San Gennaro nell'anfiteatro di Pozzuoli (Sveti Januarius v amfiteatru Pozzuoli) v Pozzuoliju. V svojem prvem neapeljskem obdobju je naslikala Rojstvo svetega Janeza Krstnika sedaj v Pradu, Madrid in Corisca e il satiro (Corisca in satira) zdaj v zasebni zbirki. V teh slikah Artemisia znova kaže svojo sposobnost prilagajanja novostim obdobja in obravnavanju različnih tem, namesto običajnih Judite, Suzane, Bathsheba in spokorjene Magdalene, po katerih je bila že znana. Mnoge od teh slik so bile kolaboracije; Bathsheba je bila na primer pripisana Artemisiji, Codazzi in Gargiulo.
Leta 1638 se je Artemisia pridružila svojemu očetu v Londonu na dvoru Karla I. Angleškega, kjer je Orazio postal dvorni slikar in je dobil pomembno dekoracijo stropne alegorije Triumf miru in umetnosti v kraljičini hiši, ki so jo v Greenwichu zgradili za kraljico Henrietto Marijo. Oče in hči sta še enkrat sodelovala, čeprav pomoč očetu verjetno ni bila edini razlog za potovanje v London. Karel I. jo je povabil na dvor in tega ni bilo mogoče zavrniti. Karel I. je bil navdušen zbiratelj, ki je bil pripravljen dati veliko za umetnost. Slava Artemisie ga je verjetno očarala in ni naključje, da je njegova zbirka vključevala sliko velikega formata, Avtoportret kot alegorija slikarstva.
Orazio je umrl nenadoma leta 1639. Artemisia je morala po očetovi smrti izpolniti naročila, čeprav ni znanih del, ki bi se lahko z gotovostjo pripisala temu obdobju. Znano je, da je Artemisia Anglijo zapustila že do leta 1642, ko se je angleška državljanska vojna šele začela. O njenih nadaljnjih gibanjih se ne ve veliko veliko. Zgodovinarji vedo, da je bila leta 1649 spet v Neaplju, kar je ustrezalo dopisovanju z don Antoniom Ruffusom s Sicilije, ki je postal njen mentor v tem drugem neapeljskem obdobju. Zadnje znano pismo njenemu mentorju je iz leta 1650 in jasno kaže, da je bila še vedno popolnoma aktivna.
Ko je Artemisia postajala starejša, je njeno delo postajalo bolj graciozno in 'ženstveno' in čeprav je bilo to do neke mere del splošnega premika okusa in občutljivosti, mora biti tudi to posledica tega, da je umetnica postajala vse bolj samozavestna ženska slikarka.
Nekoč se je mislilo, da je Artemisia umrla leta 1652/1653 a najnovejši dokazi kažejo, da je leta 1654 še sprejemala naročila, čeprav je bila vse bolj odvisna od svojega pomočnika Onofrija Palumba.
Nekateri ugibajo, da je umrla v uničujoči kugi, ki je leta 1656 pometala v Neapluj in tako rekoč zbrisala celo generacijo neapeljskih umetnikov.
Nekatera dela v tem obdobju so Suzana in starca danes v Brnu, Devica in otrok z rožnim vencem danes v El Escorialu, David in Bathsheba danes v Columbusu v Ohiu in Bathsheba danes v Leipzigu.

## Umetniški pomen
V raziskovalnem prispevku Gentileschi, padre e figlia (1916) Roberta Longhija, pomembnega italijanskega kritika, je Artemisio opisal kot »edino žensko v Italiji, ki je kdaj vedela za slikanje, barvanje, risanje in druge osnove«. Longhi je pisal tudi o Judita ubija Holoferna: »Obstaja približno petinsedemdeset del Artemisije Gentileschi in 94 % (devetinštirideset del) ženske predstavljajo kot protagoniste ali enake moškim«. Sem spadajo njena dela Jael in Sisere, Judita in njena služkinja ter Ester. Ti liki namerno niso imeli stereotipnih 'ženskih' lastnosti - občutljivosti, plahosti in šibkosti -  bile so pogumne, uporniške in močne osebnosti; taki subjekti so zdaj združeni kot Moč žensk. Kritičarka iz 19. stoletja je Artemisijino Magdaleno komentirala, »da si nihče ne bi predstavljal, da gre za žensko delo. Delo s čopiči je bilo drzno in gotovo in ni bilo nobenega znaka prestrašenosti.« Po mnenju Warda Bissella se je dobro zavedala, kako ženske in umetnice gledajo moški in pojasnila, zakaj so bila njena dela na začetku kariere tako drzna in kljubovalna.
Longhi je zapisal: »Kdo bi si pravzaprav lahko mislil, da se lahko list tako odkrit, tako brutalen in grozen pokol [...] toda - naravno je reči, da je to grozna ženska! Ženska je vse to naslikala?« Tukaj ni nič sadističnega, namesto tega pa je najbolj na udaru slikar, ki je celo mogel opaziti, kako lahko kri, ki vre z nasiljem, okrasi z dvema kapljicama osrednji izliv! Neverjetno vam povem! In tudi prosim, dajte Gospa Schiattesi - zakonsko ime Artemisia - priložnost, da izberete ročico meča! Končno se vam ne zdi, da je edini cilj Judite odmakniti se, da bi se izognili krvi, ki bi lahko obarvala njeno obleko? da je to obleka Casa Gentileschija, najlepše garderobe v Evropi leta 1600, po Van Dycku.«
Feministične študije so povečale zanimanje za Artemisio Gentileschi, kar je poudarilo njeno posilstvo in kasnejše trpinčenje ter izrazno moč njenih slik biblijskih junakinj, v katerih ženske razlagajo kot pripravljene pokazati svoj upor proti svojemu stanju. V raziskovalnem prispevku iz kataloga razstave Orazio e Artemisia Gentileschi, ki se je zgodila leta 2001 v Rimu (in po njej v New Yorku), Judit W. Mann kritizira feministično mnenje o Artemisiji in ugotovi, da so stari stereotipi o Artemisiji spolno nemoralni bili nadomeščeni z novimi stereotipi, uveljavljenimi v feminističnih branjih njenih slik.
Ker se je Artemisia vedno znova vračala k nasilnim temam, kot sta Judit in Holofern, je bila postavljena teorija zatiranja maščevanja. Nekateri umetnostni zgodovinarji pa domnevajo, da je s sojenjem posilstva poskušala izkoristiti svojo slavo, da bi poskrbela za tržno nišo v spolno nabiti umetnosti, ki prevladuje žensko, za moške pokrovitelje.
Najnovejši kritiki, ki segajo od težke rekonstrukcije celotnega kataloga Gentileschi, so poskušali dati manj reduktivno branje kariere Artemisije in jo natančneje umestiti v kontekst različnih umetniških okolij, v katerih je slikarka aktivno sodelovala. Tako branje obnovi Artemisijo kot umetnico, ki se je odločno borila - z orožjem osebnosti in umetniških lastnosti - proti predsodkom, ki jih izražajo ženske slikarke; se je lahko produktivno predstavila v krogu najbolj cenjenih slikarjev svojega časa in je zajela vrsto slikovnih zvrsti, ki so verjetno bile bolj obsežne in raznolike, kot predlagajo njene slike.

## Sodobnice ženske slikarke
Za žensko na začetku 17. stoletja je Artemisia kot slikarka predstavljala občasno in težko izbiro, vendar ne izjemne. Učenci trdijo, da se je Artemisia vsaj delno zavedala »svojega položaja ženske umetnice in trenutnih predstav ženskega odnosa do umetnosti.« To je razvidno iz njenega alegoričnega avtoportreta, Avtoportret kot La Pittura, ki prikazuje Artemisio kot muzo, »simbolno utelešenje umetnosti« in kot profesionalno umetnico. Pred Artemisijo, med koncem leta 1500 in začetkom leta 1600, so se druge poklicne slikarke uspešno zaposlile, med njimi tudi Sofonisba Anguissola (rojena v Cremoni okoli leta 1530). Kasneje je Fede Galizia (rojena v  Milanu ali Trentu leta 1578) naslikala tihožitja in Judito z glavo Holoferna.
Italijanska baročna slikarka Elisabetta Sirani je bila še ena umetnica iz istega časovnega obdobja. Siranijina slika Alergorija slike Clio deli skupno barvno shemo z Artemisijinim delom. Elizabeta je bila kratek čas priljubljena, vendar so jo prepoznali.
Tudi druge ženske slikarke so začele kariero, ko je bila Artemisia še živa. Glede na njihove umetniške zasluge je Longhijeva izjava, da je bila Artemisia »edina ženska v Italiji, ki je kdaj koli vedela za slikanje«, očitno napačna, a nobenega dvoma ni, da je Artemisia še naprej med najbolj cenjenimi ženskami umetnicami in dosegla pomembo mesto med velikimi umetniki baroka.

## V popularni kulturi
Prvi pisatelj, ki je ustvaril roman o figuri Artemisije, je bil morda George Eliot v Romola (1862–63), kjer so nekateri vidiki Gentileschijine zgodbe, medtem ko je bila postavljena v Firence, prepoznavni, vendar olepšani. Poznejša in jasnejša uporaba Gentileschijine zgodbe se pojavi v Artemisiji Ane Banti. Bantijina knjiga je napisana v formatu 'odprtega dnevnika', v katerem vzdržuje dialog z Artemisio.
Gentileschi je ena od žensk, zastopanih na The Dinner Party, instalacijskem delu Judy Chicago, ki je bilo prvič razstavljeno leta 1979.
Artemisia, natančneje njena slika Judith ubija Holoferna, je omenjena v predstavi Wendy Wasserstein iz leta 1988, The Heidi Chronicles, v kateri glavna junakinja Heidi o njej predava kot del svojega tečaja umetnostne zgodovine o ženskih slikarkah. Na koncu predstave Heidi posvoji hčerko, ki jo poimenuje Judy, kar je vsaj delni sklic na sliko.
Kanadski dramatik Sally Clark je napisal več odrskih iger, ki temeljijo na dogodkih, ki so vodili do posilstva Artemisie in po njem. Life Without Instruction, ki ga je leta 1988 naročilo gledališče Nightwood, je bilo premierno prikazano v gledališču Theater Plus v Torontu 2. avgusta 1991.
Gentileschijino življenje in Judita obglavlja Holofrena sta igrala osrednjo vlogo v mini seriji Painted Lady iz leta 1997 s Helen Mirren.
Film Artemisia (1997), avtorice Agnès Merlet, pripoveduje o Artemisijinem vstopu v poklic umetnice, njenem odnosu s Tassijem in sojenju. Merlet oprosti Tassija posilstva, ne le tako, da je njihov odnos prikazal kot ljubeč in konsenzualen (kar je sprožilo polemiko ob izidu filma), ampak tudi dve ahistorični izmišljotini: Artemisia posilstvo zanika pod mučenjem, Tassi pa lažno prizna, da je posilstvo ustavilo Artemisijine muke .
Leta 2002 je Susan Vreeland izdala biografski roman, ki temelji na njenem življenju, The Passion of Artemisia.
Pojavi se v Erica Flinta Ring of Fire, omenjena v 1634: Afera Galileo (2004) in vidna  1635: Dreeson Incident (2008).
Novela iz leta 2016, Maestra, L.S. Hiltona, vključuje osrednjo referenco za glavni lik Artemisijo, obravnava več njenih slik.
V romanu Salem's Cipher iz leta 2016, Jess Lourey uporabi sliko Judita obglavlja Holoferna, da je poslala namig.
Blood Water Paint, igra Joy McCullough, je istega avtorja kot leta 2017 spremenjen roman. Produkcije predstave so bile izvedene v Seattlu v letih 2015 in 2019.
Epizoda iz britanske televizijske kriminalne serije Endeavour iz leta 2018 prikazuje serijo umorov, ki jih navdihujejo Gentileschijeve biblijske slike žensk, ki se maščujejo moškim, ki so jim škodovali ali zlorabili.
Špekulativna nefikcijska opera z naslovom Artemisia Laure Schwendinger je bila izvedena v San Franciscu leta 2019. 

## Druga literatura
- Barker, Sheila (December 2014). "A new document concerning Artemisia Gentileschi's marriage". The Burlington Magazine. Vol. 156 no. 1341. pp. 803–804.
- Christiansen, Keith (2004). "Becoming Artemisia: Afterthoughts on the Gentileschi Exhibition". Metropolitan Museum Journal. 39: 101–126.
- Christiansen, Keith; Mann, Judith W. (2001). "Orazio and Artemisia Gentileschi". New Haven and London: Exh. cat., Metropolitan Museum of Art.
- Contini, Roberto; Solinas, Francesco (2011). Artemisia Gentileschi: storia di una passione (in Italian). Palazzo reale di Milano, Milano: 24 ore cultura.
- Contini, Roberto; Solinas, Francesco (2013). Artemisia: la musa Clio e gli anni napoletani (in Italian). Roma, De Luca: Blu palazzo d'arte e cultura (Pisa).
- Garrard, Mary D. (2001). Artemisia Gentileschi around 1622: The Shaping and Reshaping of an Artistic Identity. University of California Press. ISBN 978-0520228412.
- Garrard, Mary D. (1991). Artemisia Gentileschi. Princeton University Press.
- Greer, Germaine (1979). The Obstacle Race: The Fortunes of Women Painters and Their Work. London: Martin Secker and Warburg.
- Lapierre, Alexandra (2001). Artemisia: The Story of a Battle for Greatness. Vintage. ISBN 0-09-928939-3.
- Locker, Jesse M. (2015). Artemisia Gentileschi: The Language of Painting. New Haven, Yale University Press. ISBN 9780300185119.
- Lutz, Dagmar (2011). Artemisia Gentileschi: Leben und Werk (in German). Belser, Stuttgart, Germany. ISBN 978-3-7630-2586-2.
- Judith Mann, ed. (2006). Artemisia Gentileschi: Taking Stock. Brepols Publishers. ISBN 978-2503515076.
- Rabb, Theodore K. (1993). Renaissance Lives: Portraits of an Age. New York: Pantheon Books.
- Shulman, Ken (1 September 1991). "A Painter of Heroic Women In a Brawling, Violent World: Heroic Women in a Violent, Brawling World". New York Times. p. H23.
- Solinas, Francesco; Nicolaci, Michele; Primarosa, Yuri (2011). Lettere di Artemisia: edizione critica e annotata con quarantatre documenti inediti (in Italian). Roma, De Luca.
- Straussman-Pflanzer, Eve (2013). Violence & virtue: Artemisia Gentileschi's Judith slaying Holofernes. Chicago: The Art Institute of Chicago.
- Vreeland, Susan (2002). "The Passion of Artemisia". Headline Review. ISBN 0-7472-6533-X.
- Zarucchi, Jeanne Morgan (Autumn 1998 – Winter 1999). "The Gentileschi Danaë: A Narrative of Rape". Woman's Art Journal, Vol. 19, No. 2, 13–16. JSTOR 1358400. doi:10.2307/1358400.